# Tetranychus bellottii
Tetranychus bellottii är en spindeldjursart som beskrevs av Flechtmann 1981. Tetranychus bellottii ingår i släktet Tetranychus och familjen Tetranychidae. Inga underarter finns listade i Catalogue of Life.